# 麦坎贝尔号驱逐舰
麥坎貝爾號驅逐艦（英語：USS McCampbell (DDG-85)）是美国海军阿利·伯克级驱逐舰的第三十五艘，以海军上校戴维·麥坎貝爾命名。
麦坎贝尔号驱逐舰于1999年7月15日在缅因州巴斯的巴斯钢铁厂安放龙骨，2000年7月2日下水，2002年8月17日服役。